# Drymusa tobyi
Drymusa tobyi é uma espécie de falsa-aranha-violino do gênero Drymusa. Foi descoberta na amazônia oriental brasileira, no estado do Pará, por Alexandre B. Bonaldo, Cristina A. Rheims e Antonio D. Brescovit junto com outras três espécies do gênero Drymusa. no ano de 2006. Em 2007, foi classificada como vulnerável na Lista de espécies de flora e fauna ameaçadas de extinção do Estado do Pará; e em 2018, sob a rubrica de "dados insuficientes" no Livro Vermelho da Fauna Brasileira Ameaçada de Extinção do Instituto Chico Mendes de Conservação da Biodiversidade (ICMBio).